# ماتسودایرا تادایوشی

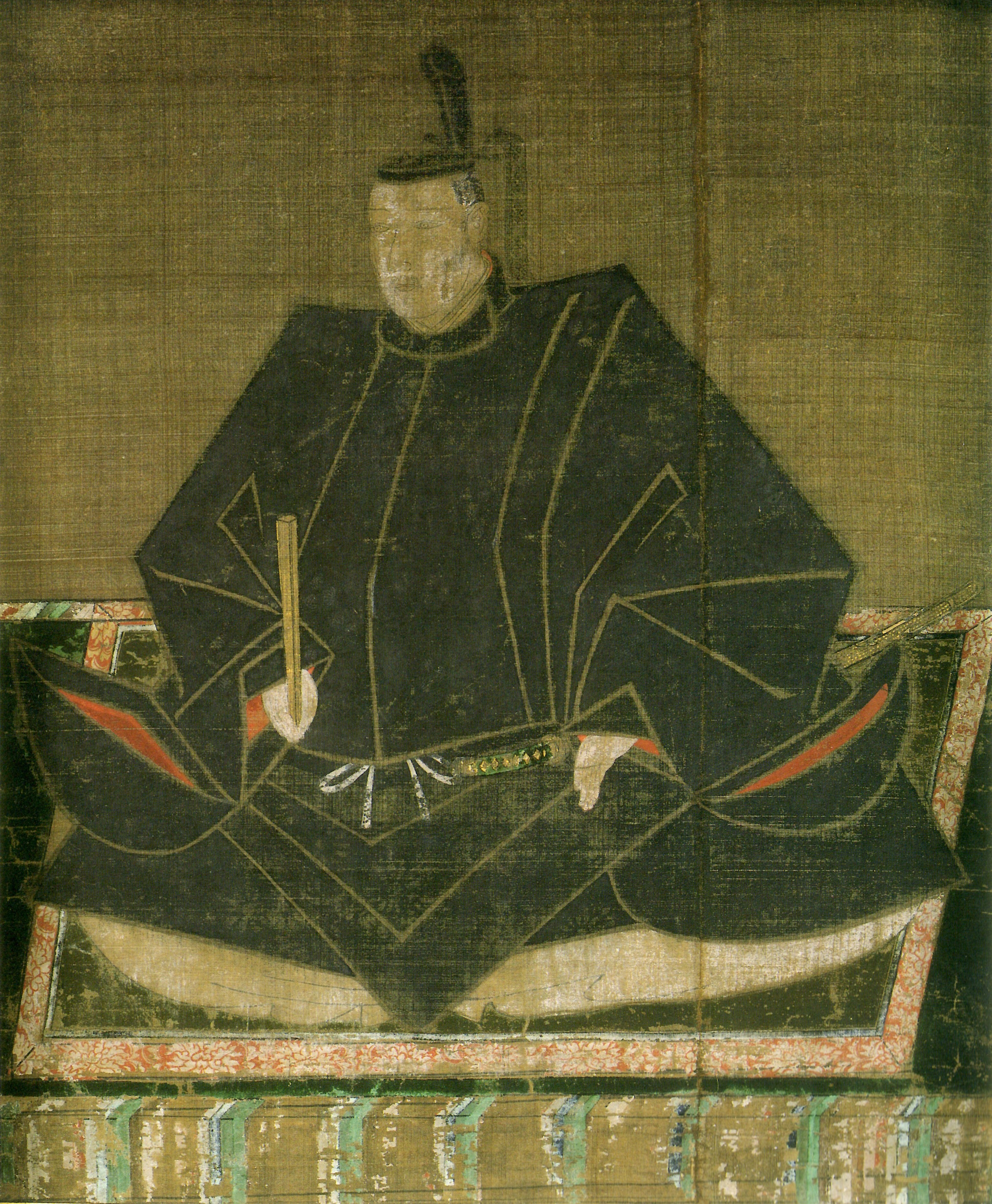
ماتسودایرا تادایوشی

ماتسودایرا تادایوشی (به ژاپنی: 松平 忠吉) (۱۶۰۷ – ۱۵۸۰) یکی از دایمیوهای ژاپنی در اوایل دوره ادو بود. او چهارمین پسر توکوگاوا ایه‌یاسو و دومین پسر همسر غیر اصلی او سایگو-نو-تسوبونه بود. او بر اثر زخمی که در نبرد سکیگاهارا برداشت در سن ۲۸ سالگی درگذشت. برادر بزرگتر تنی او توکوگاوا هیده‌تادا دومین شوگون و جانشین پدر بود.